# Kraszniewo
Kraszniewo (biał. Крашнева; ros. Крашнево) – wieś na Białorusi, w obwodzie witebskim, w rejonie postawskim, w sielsowiecie Krupole.

## Historia
W czasach zaborów w gminie Postawy, w powiecie dzisieńskim, w guberni wileńskiej Imperium Rosyjskiego.
W dwudziestoleciu międzywojennym wieś leżała w Polsce, w województwie wileńskim, w powiecie duniłowickim, od 1926 w powiecie dziśnieńskim, w gminie Postawy, a następnie w gminie Woropajewo.
Według Powszechnego Spisu Ludności z 1921 roku zamieszkiwało tu 66 osób, wszystkie były wyznania prawosławnego. Jednocześnie 65 mieszkańców zadeklarowało białoruską przynależność narodową a 1 inną. Było tu 13 budynków mieszkalnych. W 1931 w 14 domach zamieszkiwało 70 osób.
Wierni należeli do parafii rzymskokatolickiej w Drozdowszczyźnie i prawosławnej w Rymkach. Miejscowość podlegała pod Sąd Grodzki w Postawach i Okręgowy w Wilnie; właściwy urząd pocztowy mieścił się w m. Połowo.
Po agresji ZSRR na Polskę w 1939 roku wieś znalazła się w granicach BSRR. W latach 1941–1944 była pod okupacją niemiecką. Następnie leżała w BSRR. Od 1991 roku w Republice Białorusi. Do 2009 w składzie sielsowietu Bielki.